# Nordbikomi
Nordbikomi (indonesisch Bikomi Utara) ist ein indonesischer Distrikt (Kecamatan) im Westen der Insel Timor.

## Geographie
| „Dorf“ (Desa) | Fläche    | Einwohner | Bevölkerungs- dichte |
| ------------- | --------- | --------- | -------------------- |
| Faennake      | 4,17 km²  | 1.061     | 254                  |
| Baas          | 9,47 km²  | 393       | 41                   |
| Haumeni       | 11,36 km² | 749       | 66                   |
| Napan         | 5,68 km²  | 1.111     | 196                  |
| Tes           | 6,32 km²  | 623       | 98                   |
| Sainoni       | 5,70 km²  | 693       | 122                  |
| Banain A      | 11,00 km² | 672       | 61                   |
| Banain B      | 8,00 km²  | 427       | 53                   |
| Banain C      | 16,00 km² | 486       | 54                   |

Der Distrikt befindet sich im Westen des Regierungsbezirks Nordzentraltimor (Timor Tengah Utara) der Provinz Ost-Nusa-Tenggara (Nusa Tenggara Timur). Im Nordosten liegt der Distrikt Naibenu, im Osten Ostmiomaffo (Miomaffo Timur) und im Süden Zentralbikomi (Bikomi Tengah). Im Nordwesten grenzt Nordbikomi an die zum Staat Osttimor gehörende Exklave Oe-Cusse Ambeno.
Nordbikomi hat eine Fläche von 70,70 km² und teilt sich in neun Desa. Faennake, Baas und Haumeni im Süden, Napan und Tes im Westen, Sainoni im Zentrum (mit einer kleinen Exklave im Nordosten) und Banain A, Banain B und Banain C im Norden. Der Verwaltungssitz befindet sich in Napan.  Das Territorium liegt weitgehend in einer Meereshöhe von 500 m bis 700 m liegen. Das Klima teilt sich, wie sonst auch auf Timor, in eine Regen- und eine Trockenzeit.

## Einwohner
2017 lebten in Nordbikomi 6.215 Einwohner. 3.075 sind Männer, 3.140 Frauen. Die Bevölkerungsdichte liegt bei 88 Personen pro Quadratkilometer. 6.195 Personen bekennen sich zum katholischen Glauben und 20 sind Protestanten. Im Distrikt gibt es eine katholische Kirche und fünf Kapellen.

## Wirtschaft, Infrastruktur und Verkehr
Die meisten Einwohner des Distrikts leben von der Landwirtschaft. Als Haustiere werden Rinder (5.265), Schweine (4.099), Ziegen (5.470), Schafe (12), Hühner (4.437) und Enten (17) gehalten. Auf 1.950 Hektar wird Mais angebaut, auf PADI SAWAH/PADI LADANG Hektar Reis, auf 300 Hektar Maniok, auf 7 Hektar Erdnüsse und auf 5 Hektar grüne Bohnen. Weiter pflanzt man Avocados, Mangos, Orangen, Papayas, Bananen, Ananas, Jackfrüchte und Zwiebeln an. Für den Handel erntet man Kokosnüsse, Cashewnüsse, Kaffee, Kakao, Haselnüsse, Kapok, Betelnüsse, Pfeffer und Vanille.
In Nordbikomi gibt es acht Grundschulen, drei Mittelschulen und zwei weiterführende Schulen. Zur medizinischen Versorgung stehen ein kommunales Gesundheitszentrum (Puskesmas), zwei medizinische Versorgungszentren (Puskesmas Pembantu) und sechs Hebammenzentren (Polindes) zur Verfügung.
1,42 Kilometer Straßen sind asphaltiert. Mit Kies sind 3,08 Kilometer Straßen bedeckt. Einfache Lehmpisten im Distrikt haben eine Länge von 4,40 Kilometer. Der öffentliche Verkehr wird betrieben durch 31 Kleinbusse, neun Pick-ups und Lastwagen, 232 Motorrädern und ein anderes Fahrzeug. Bei Napan befindet sich der Grenzübergang zum osttimoresischen Bobometo.